# Honey Bunch
Honey Bunch - seria 34 amerykańskich książek dla dziewczynek wydanych w latach 1923 - 1955, nazwisko autorki Helen Louise Thorndyke było fikcyjne. W dwóch ostatnich tomach występuje także chłopiec Norman, tom 35 nie został wydany. Autorką pierwszych 16 tomów była Josephine Lawrence, natomiast tomy 18-22 napisała Mildred Benson. Większość tomów wydało wydawnictwo Grosset & Dunlap, jednak ich producentem była firma book packager Stratemeyer Syndicate.
W filmie Pierwszy śmiertelny grzech mąż, grany przez Franka Sinatrę, czyta umierającej żonie książeczki z tej serii.